# Grad Tržan (Modruš)
Grad Tržan (izgovorjava: [ˈtr̩̂ʒan]; hrvaško Tržan-grad ali Utvrda Tržan) je ruševina srednjeveškega gradu nad vasjo Modruš v severnem delu zgodovinske Like v osrednji Hrvaški. Prej (od 11. stoletja) upravni sedež nekdanje Modruške županije (pozneje preimenovane v Modruško-reško županijo) je danes ruševina v občini Josipdol v južnem delu Karlovške županije.
Ker je bil grad zgrajen na grebenu strmega hriba na 670 m nadmorske višine na vzhodnih pobočjih Velike Kapele, je imel strateški položaj za nadzor nad cesto, ki je že od antičnih časov povezovala Jadransko morje in Panonsko kotlino. Ta cesta je povezovala rimski mesti Senia (današnji Senj) in Siscia (današnji Sisak). Kasneje, v 18. stoletju, so jo rekonstruirali, izboljšali in preimenovali v Jožefinsko cesto.

## Zgodovina
Po mnenju znanega hrvaškega zgodovinarja Vjekoslava Klaića (1849–1928) je nekakšen grad oziroma utrdba nad Modrušem najverjetneje obstajal že v začetku 9. stoletja, med vojno med vojvodo Dalmatinske Hrvaške Borno in Ljudevitom Posavskim, vojvodo Spodnje Panonije.
Skoraj idealna lega, ki prevladuje nad okolico, je omogočila, da gradu Tržan v njegovi zgodovini ni nikoli nihče osvojil, čeprav so mesto Modruš pod gradom leta 1493, tik pred bitko na Krbavskem polju, izropali in požgali Osmani.
Od 1193 je bil grad last knezov na Krku, (kasneje, od okoli 1430, znani kot Frankopani), priznane hrvaške plemiške družine. Bartolu II. Krškemu (Bartolomej II. Krški) je hrvaško-ogrski kralj Bela III. za zasluge v vojnah, ki jih je vodil, dal vso prostrano modruško posest, vključno z gradom. Tržan je bil naslednjih več kot 350 let v lasti Frankopanov, ne le kot eden izmed mnogih gradov na njihovem posestvu, temveč kot glavni sedež in trdnjava rodbine na celotnem celinskem delu Hrvaške. Od tod sta med drugimi vladala Ivan V. Krški (rojen pred 1343, umrl 1393) in njegov sin Nikola IV. (rojen okoli 1360, umrl 1432), najmogočnejši mož na Hrvaškem na začetku 15. stoletja, oba hrvaška bana (podkralja). Rekonstruirali in povečali so stari grad nepravilne oblike, ki se je okoli leta 1437 imenoval Tržan ali Tržan-grad, zaradi povečane trgovine, ki po hrvaško pomeni tržiti.
Obzidje, bastioni in stolpi so bili zgrajeni iz klesanega kamna (peščenjaka) v slogu ribje kosti in so predstavljali nekakšno mojstrovino sodobne gradbene veščine. Obstaja nekaj znakov, ki kažejo, da so pri delih sodelovali tuji gradbeni mojstri, najverjetneje tisti iz Beneške republike. Sam grad je obsegal osrednji del z velikim stražnim stolpom in palačo kot rezidenco članov knežje družine s pomožnim osebjem, severni del z gospodarskimi poslopji, različnimi delavnicami, skladišči, rezervoarji za vodo in pravokotnim obrambnim stolpom ter južnim delom, ki vsebuje večinoma objekte za trgovino na drobno, nastanitve za trgovce in popotnike itd. Za obzidjem in bastioni gradu je sledilo obrambno obzidje, dolgo približno 1200 m okoli mesta Modruš, spuščajoč se po pobočju hriba.
Leta 1449 je prišlo do znane delitve ogromnih frankopanskih posesti, ki so bile razširjene po osrednji in zahodni Hrvaški, saj se je osem sinov Nikole IV. Frankopana dogovorilo, da se razdelijo družinsko posest in si razdelijo očetovo (pravno veljavno) premoženje. Pri tem je celotna modruška posest pripadla Štefanu III. (rojen pred 1416, umrl okoli 1481–84); v listini o delitvi dediščine je bilo zapisano: »...Štefanu pripada trgovsko mesto Modruš s Tržan castrum «. . . To je bil čas nenehnega in vztrajnega vzpona, »zlata doba« Modruša, ki je svoj vrhunec dosegla leta 1460, ko je mesto postalo škofovski sedež.
Bernardin Frankopan (1453–1529), edini sin Štefana III., je uspešno upravljal celotno svojo posest še nadalje iz gradu Tržan, čeprav je naraščala grožnja osmanskih vpadov iz že osvojenega bosanskega ozemlja vzhodno od Modruške županije. To je privedlo do zmanjšanja pomena Tržana ob koncu 15. stoletja. Tudi prebivalstvo celotnega območja se je začelo vse bolj umikati iz svojih starih bivališč v druge, varnejše dele Hrvaške in sosednjih držav, saj niso hoteli živeti na ogroženem ozemlju.
V prvi polovici 16. stoletja je bil grad vedno manj vzdrževan in popravljan, kot je bilo potrebno, po letu 1553 pa je prešel pod nadzor vojaške oblasti Hrvaške vojne krajine. Tam je bila stalno nameščena razmeroma majhna vojaška enota. Po več neuspešnih poskusih obnove ali obnove vse bolj poškodovanih delov gradu v 17. in 18. stoletju so se vojaške oblasti leta 1791 odločile, da ga opustijo. Po takrat zanemarljivi osmanski nevarnosti so domnevali, da v Tržanu ni treba zadrževati vojakov in je bil prepuščen svoji usodi, danes pa je postal močno poškodovana grajska ruševina.

## Galerija slik
- Pogled iz juga na grajske ruševine
- Pogled iz daljave na grad in okolico
- Del vasi Modruš in ostanki gradu v ozadju